# Крістіане Флойд
Крістіане Флойд (нім. Christiane Floyd, уроджена Рідль (Riedl); 26 квітня 1943) — австрійська вчена у галузі комп'ютерних наук. У 1978 стала першою жінкою-професором інформатики у Німеччині. Піонер еволюційного програмного дизнайну спільної розробки — попередника розробки програм з відкритим кодом.

## Біографія
Крістіане Рідль вивчала математику у Віденському університеті, де у 1966 році отримала звання доктора наук. З 1966 по 1968 рік працювала системним програмістом за компілятором ALGOL 60 у Siemens в Мюнхені (Німеччина). У 1968—1973 працювала дослідником і лектором у відділенні комп'ютерних наук Стенфордського університету в Сполучених Штатах.
У 1973 році почала працювати у мюнхенській компанії програмного забезпечення Softlab, де була старшим консультантом та займалася розробкою і демонстрацією Maestro I — першого інтегрованого середовища розробки програмного забезпечення.
У 1978 році Флойд стала повним професором програмування у Берлінському технічному університеті, першою жінкою-професором в галузі комп'ютерних наук у Німеччині. З 1991-го очолювала групу програмування у Гамбурзькому університеті. Флойд та її група зробили один з перших концептуальних кроків у методах спільного дизайну з моделлю процесів STEPS (Software Technology for Evolutionary Participatory Systems development). Флойд завершила роботу в університеті у 2008 році, залишившись професором-емеритом у Гамбурзі. Після цього брала участь у проекті Віденського технічного університету під назвою WIT (Wissenschaftlerinnenkolleg Internettechnologien; Коледж інтернет-технологій для жінок-аспірантів), що пропонує спеціалізовану програму докторантури для жінок у галузі комп'ютерних наука. 26 січня 2012 року Крістіне Флойд стала почесним професором Віденського технічного університету.
Була одружена з Робертом Флойдом та Пітером Науром, обидва — комп'ютерні науковці.